# Marquesitas

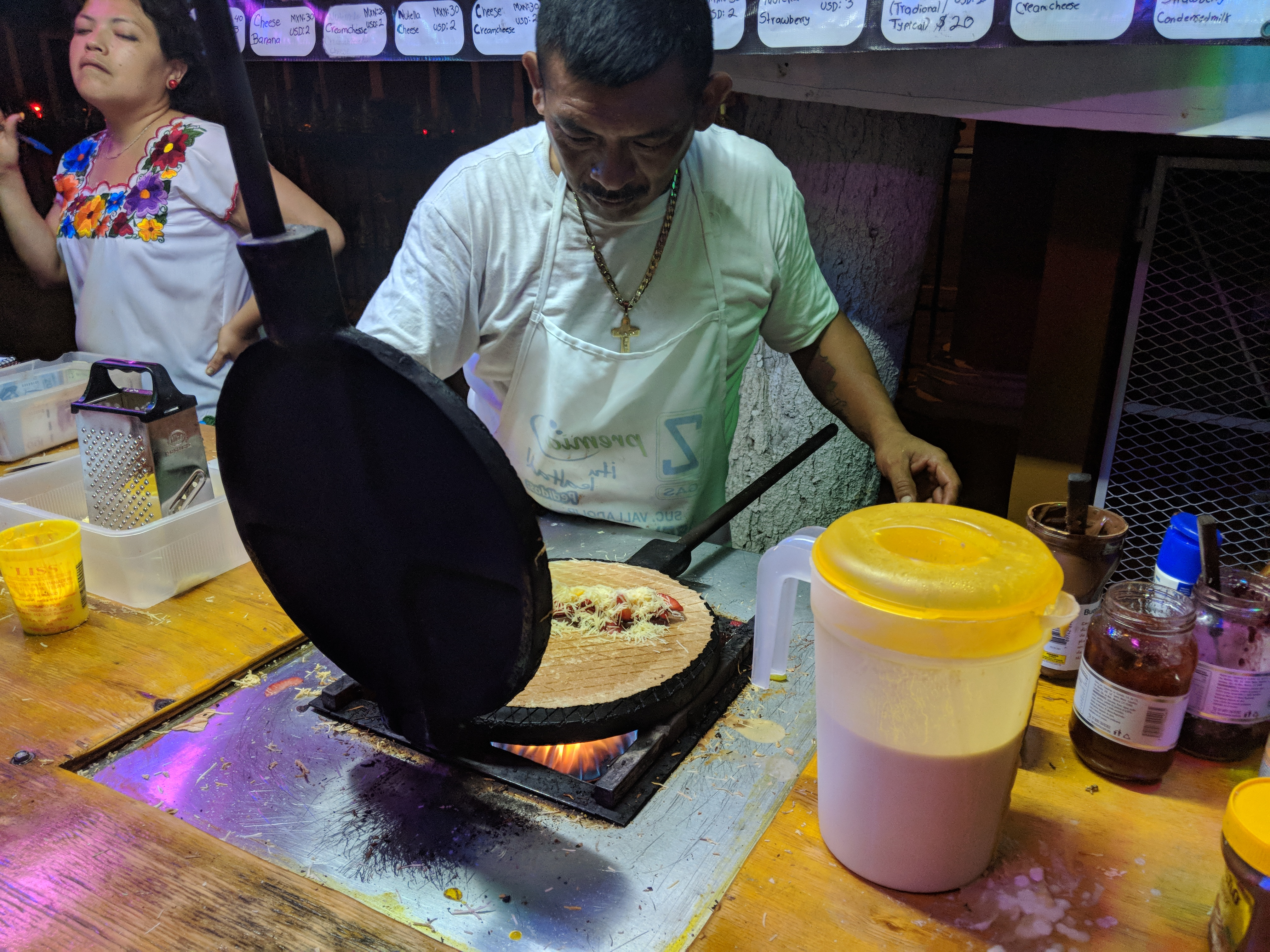
Elaboración de Marquesitas

Las marquesitas son un postre mexicano originario del estado de Yucatán, México. Consisten en un cono de helado, hecho de barquillo, estos son elborados de manera similar a las crepas, son rellenos de queso edam, también conocido como queso de bola o queso holandes, y comúnmente otros ingredientes, incluyendo: cajeta, leche condensada, mermelada, crema pastelera o chocolate. Se venden en las plazas, parques y calles.

## Historia
Las marquesitas fueron creadas en la década de los años 1930 por Juan José Galera Almeida, dueño de un negocio de helados, quien en temporada de invierno no tenía tantos clientes. Para atraer más clientela inventó un nuevo dulce e integró el sabor dulce de las mermeladas con el sabor salado del queso de bola, lo que se convirtió en un éxito. El origen del nombre proviene de las hijas de un marqués que frecuentaban el local y compraban el dulce.

## Preparación

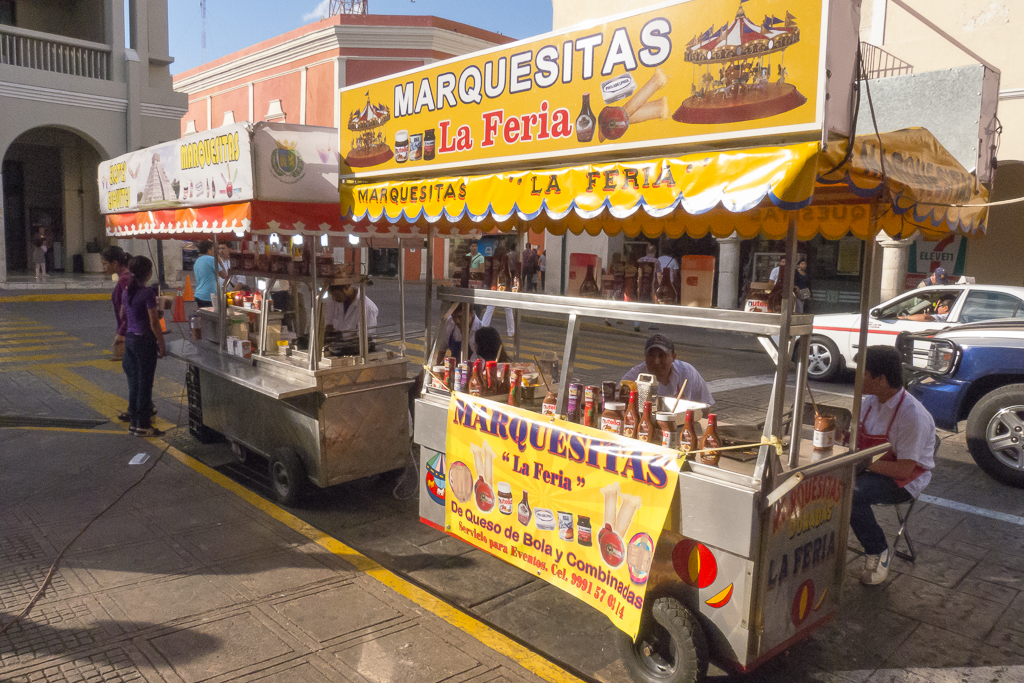
Puestos de marquesitas en Mérida, Yucatán.

Los ingredientes de la marquesita consisten en una masa de harina, huevo, leche y mantequilla que es prensada en una parrilla hasta hacer una crepa delgada. Después, se le agrega el queso y comúnmente otros rellenos y finalmente se enrolla.

## Variedades
Aunque son originarios del estado de Yucatán, estos dulces pueden encontrarse en las ferias Mexicanas y en otros estados de México.